# Chéri, fais-moi peur (Les Simpson)
Pour les articles homonymes, voir Chéri, fais moi peur (homonymie).
Chéri, fais-moi peur (Natural Born Kissers) est le 25e épisode de la saison 9 de la série télévisée d'animation Les Simpson.

## Synopsis
Pour leur onzième anniversaire de mariage, Marge et Homer J. Simpson décident d'aller en couple dans un restaurant chic. Mais grand-père Simpson s'est trompé de maison et allé garder Rod et Tod Flanders ; Marge et Homer sont alors obligés d'emmener leurs enfants, qui choisissent un restaurant à thème, en forme d'avion. À leur retour, ils essaient de célébrer leur anniversaire au lit...  mais la libido n'y est pas.
Le lendemain matin, ils se rendent compte que le moteur du réfrigérateur a brûlé et qu'ils doivent aller en acheter un autre. Ils laissent les enfants chez grand-papa Simpson et se rendent au détaillant de moteurs. Tout près du but, l'auto s'immobilise dans un bourbier et ils doivent continuer à pied jusqu'au détaillant. Pendant qu'ils marchent dans la campagne, un orage éclate et ils vont se réfugier dans une grange. Le fait de se retrouver seuls dans le foin ravive leur sens et ils en profitent pour s'envoyer en l'air.
Vu que leur couple semble mieux aller, ils décident d'aller dans une auberge durant la fin de semaine. Mais ce n'est qu'après que la chambreuse soit entrée dans la chambre par inadvertance qu'il se sentent plus amoureux.
Ils vont ensuite au mini-pot et ils se cachent dans une des structures du circuit. Une balle frappée par l'épouse de Ned Flanders entre par le trou de la structure où se trouve le couple, mais ne ressort pas de l'autre côté. Les Flanders tentent sans succès d'atteindre la balle en passant leur bras par le trou alors que les deux amoureux sont nus en train de s'enlacer à l'intérieur. Pensant qu'il s'agit d'un ours, Moe insère un tube venant du tuyau d'échappement de sa voiture afin de l'asphyxier. De l'intérieur, Homer pousse la structure qui bascule et qui leur permet de s'échapper. À cause de la fumée dense qui s'en échappe, personne ne les voit s'enfuir. Ils courent nus dans les rues et se réfugient chez un vendeur de voitures usagées qui possède un ballon Montgolfier servant d'affiche publicitaire. La police arrive sur les lieux et le couple se cache dans la nacelle du ballon. Homer décroche le ballon et ils s'envolent dans le ciel. En tentant d'attraper des vêtements étendus sur une corde à linge, Homer tombe mais parvient à attraper le câble de la nacelle. Marge ne sachant pas comment manœuvrer, elle frôle une cathédrale au toit en verre et tous les fidèles présents dans l'église observent Homer glissant doucement le long du toit vitré. Le ballon se pose finalement au beau milieu d'un stade de football rempli de spectateurs.
De retour à la maison, Homer suggère à la famille d'aller au mini-golf. Les enfants acceptent mais les parents partent sans les attendre.